# Pyramios
Pyramios — викопний рід дипротодонтів з міоцену в Австралії. Він був дуже великим, досягав близько 2,5 м у довжину і близько 1,5 м у висоту. За оцінками, Pyramios важив 700 кг. За розмірами він був порівнянний зі своїм двоюрідним братом Diprotodon, який також належить до родини Diprotodontidae.